# Elijah Wood

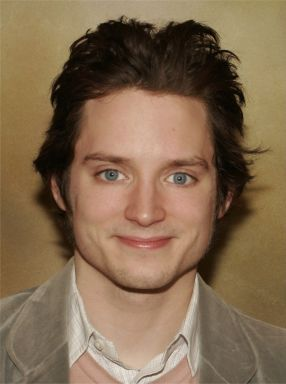
Elijah Wood

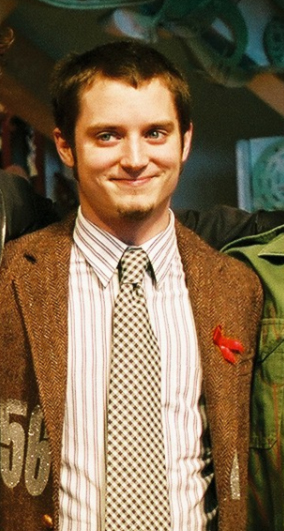
Elijah Wood

Elijah Jordan Wood (n. 28 ianuarie 1981, Cedar Rapids, Iowa, SUA) este un actor american.
Cel mai important rol al său este Frodo Baggins, în trilogia Stăpânul Inelelor, regizată de Peter Jackson.

## Filmografie
- Pururea tânăr (1992)
- Stăpânul Inelelor: Frăția Inelului (2001)
- Sin City (2005)
- Ultimul vânător de vrăjitoare (2016)